# Пуштунизация
Пуштунизация (пушту پښتون‌ جوړونه‎) или афганизация — процесс культурного или языкового поглощения, в результате которого люди не-пуштунского происхождения принимают культуру и образ жизни пуштунов. Люди других национальностей, при переезде в пуштунские районы, как правило, ассимилируются, принимают пуштунвалай и учат язык пушту. Пуштунизация является специфической формой культурной ассимиляции, характерной для Афганистана и северо-западных районов Пакистана.
Пуштунизация Пешавара активно происходила с начала XVI века при пуштунской династии Сури, которая правила в Дели. Новый импульс пуштунизация получила в середине XVIII столетия, когда пуштун Дуррани завоевал огромные земли, населённые другими народами, и основал преимущественно пуштунское государство — Дурранийскую империю. В 1893 году британцы провели линию Дюранда, разделив пуштунские племена. Сегодня эта линия образует афгано-пакистанскую границу, а многие из пуштунов Пакистана говорят на дари и урду вместо пушту.
В условиях «большой игры» 1880-х гг. Британская империя, рассчитывая сдержать продвижение России на юг в сторону Индии, инициировала заселение лояльными пуштунами северных районов современного Афганистана. В начале XX века политику наибольшего благоприятствования пуштунам-переселенцам (включая льготное налогообложение) проводил Мухаммед Надир-шах. В начале XXI века пуштунизацию этническим меньшинствам Афганистана навязывало движение «Талибан».
Понятие «пуштунизация» может также относиться к урегулированию вопросов по проживанию пуштунских племен на землях, где также проживают не-пуштунские племена или в более широком смысле: местные обычаи, традиции и языки непуштунских народов вытесняются благодаря политической власти пуштунов в Афганистане. При этом известны случаи, когда не пуштунские афганцы и пакистанцы, которые проживают в непосредственной близости с пуштунами, принимали пуштунвалай добровольно.